# Fonopost

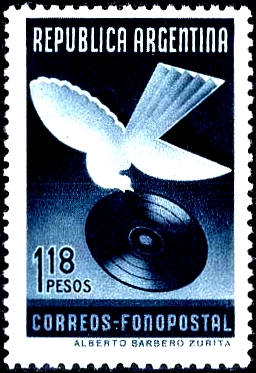
Estampilla argentina de 1939 del servicio Fonopost.

El Fonopost fue un servicio postal experimental de Argentina que permitía registrar la voz de una persona y enviar la grabación resultante por correo.
El servicio fue demostrado por primera vez en 1939, en el decimoprimer congreso de la Union Postal Universal en Buenos Aires. El mismo año, la oficina postal de Argentina emitió una serie de tres estampillas conmemorativas para la ocasión.
El servicio utilizaba unos equipos de grabación móviles montados en vehículos especiales donde se hacían las grabaciones, las cuales se registraban sobre discos de acetato de 20 centímetros (8 plg) a 78 rpm. Los discos luego eran enviados por correo dentro de sobres reforzados especiales.
Como servicio aprobado por la Unión Postal Universal, el Fonopost no estaba limitado solo a Argentina. El museo voor Communicatie, en Holanda, posee una unidad Fonopost con grabaciones que fue utilizada en las oficinas postales entre 1937 y 1939, principalmente para permitirle a la gente enviar mensajes hablados a sus parientes en las colonias holandesas en la India.
El estado de aprobación del servicio Fonopost fue revocado por la Unión Postal Universal en el congreso de Tokio de 1969.